# Đội tuyển Fed Cup Haiti
Đội tuyển Fed Cup Haiti đại diện Haiti ở giải đấu quần vợt Fed Cup và được quản lý bởi Liên đoàn Quần vợt Haiti. Đội chưa thi đấu kể từ năm 1999.

## Lịch sử
Haiti tham gia kì Fed Cup đầu tiên vào năm 1998. Thành tích tốt nhất của họ là xếp thứ 7 ở Nhóm II trong năm đầu ra mắt.